# Azok a Fiúk
Azok a Fiúk (węg. Ci chłopcy) – nieistniejąca już węgierska grupa muzyczna, grająca rock i pop rock.
Grupa została założona w roku 1990. W tym samym roku zespół zwyciężył w konkursie „Rock gyermekei”. Również w 1990 roku zespół zdobył nagrodę publiczności w plebiscycie „Odkrycie Roku”. Podczas realizacji teledysku w 1992 roku w Grecji członkowie zespołu zostali zatrzymani, ponieważ byli podejrzani o rozprowadzanie filmów pornograficznych. W związku z tym z grupy odeszli Tamás Török, Zsolt Magyar i Szabolcs Mátyás. W roku 1994 do reaktywowanej grupy dołączył László Szerdahelyi. Zespół rozpadł się w 1995 roku.

## Dyskografia
- Azok a Fiúk (1991)
- II. (1992)
- Ártatlan évek (1994)